# Spirostreptus inflatannulatus
Spirostreptus inflatannulatus är en mångfotingart som först beskrevs av Karl Wilhelm Verhoeff 1941.  Spirostreptus inflatannulatus ingår i släktet Spirostreptus och familjen Spirostreptidae. Inga underarter finns listade i Catalogue of Life.